# 籠頭菌科
籠頭菌科（英文：Claustulaceae）也称闭腹菌科，與鬼筆科同為鬼筆目下的一科，其下共有四個屬和十一個種。此科的真菌型態和鬼筆科類似，只是孢托非筆狀，反而有各式各樣的形態。這一科的菇類最早是由真菌學家戈登赫里奧特切坎寧安於1939年提出的
。

## 下属分类
本科包括以下属：
- Claustula K.M.Curtis, 1926
- 胶皮菌属 Gelopellis Zeller
- Kjeldsenia W.Colgan, M.A.Castellano & N.L.Bougher, 1995
- 胶腹菌属 Phlebogaster R.Fogel, 1980
- 假胶皮菌属 Pseudogelopellis K.Tao & B.Liu, 1996